# Letiště Agádír-Al Masíra
Letiště Agádír-Al Masíra (IATA: AGA, ICAO: GMAD), arabsky مطار المسيرة (Matar al-Masíra), je mezinárodní veřejné letiště, které se nachází v jižní části Maroka, asi 15 km od centra města Agádír. Je to jedno z hlavních turistických letišť v Maroku. Letištní terminál má dva přístupy pro cestující, jeden pro mezinárodní lety a druhý pro vnitrostátní lety. Letiště nabízí cestujícím širokou škálu služeb, jako jsou obchody, restaurace, bankomaty a Wi-Fi. Kromě toho je zde také několik půjčoven aut. Letiště je snadno dostupné po dálnici, která vede z letiště do centra Agádíru.

## Destinace
Mezi hlavní vnitrostátní destinace z letiště Al Massira patří Casblanca či Rabat.
Hlavní mezinárodní destinace jsou Paříž, Londýn, Brusel, či Lisabon.